# Regolamento parlamentare (ordinamento italiano)
Il regolamento parlamentare, ai sensi degli artt. 64 e 72 della Costituzione, è l'atto che disciplina l'organizzazione e il funzionamento di ciascuna delle due Camere del Parlamento italiano (Camera dei deputati e Senato della Repubblica).

## Storia
Rispetto alla mera trasposizione in Italia dei regolamenti parlamentari di stampo francese, nel 1848, la prima novella regolamentare fu tentata cinquant'anni dopo in senso anti-ostruzionistico: “la portata e la ratio delle
modifiche, che riguardarono soprattutto
i poteri del Presidente, l’ordine
delle sedute e la disciplina della
discussione, non possono comprendersi
senza fare riferimento
alla profonda crisi economica e
sociale che attraversò il Paese in
quegli anni e che fu all’origine del
clima politico dal quale scaturirono
i tumulti divampati a Milano nel
1898 e sanguinosamente repressi
dal generale Bava-Beccaris”. La vera revisione del regolamento della Camera dei deputati del Regno d'Italia fu operata poi, in senso democratico, nel 1920 e nel 1922: «il gruppo politico che si spende di più per la realizzazione delle commissioni permanenti e per difendere le prerogative del Parlamento, davanti alle chiusure forzate e ai silenzi imposti dai vari governi, è quello socialista. Filippo Turati, Claudio Treves, Giuseppe Emanuele Modigliani, Arturo Labriola, e poi Giacomo Matteotti, sono i protagonisti principali di questa battaglia. Troveranno di volta in volta come alleati i liberali democratici, i repubblicani e alcuni settori del Partito popolare di don Sturzo. Battaglie premiate da una serie di modifiche regolamentari che, tra il 1920 e il 1922, resero il Parlamento più centrale e autonomo dal potere esecutivo». 
Le novelle del 1920-1922 furono il primo atto ad essere revocato dalla Camera eletta dalla legge Acerbo nel 1924.
Adottando ed applicando il regolamento della Camera dei deputati del Regno d'Italia del 1922, l’Assemblea Costituente dimostra "che il regolamento parlamentare opera
come una delle fonti principali dell’equilibrio,
che il sistema è chiamato necessariamente
ad istituire, fra il significato del
mandato parlamentare come mandato di
partito, ed il significato del mandato parlamentare
come espressione di libera rappresentanza".
I regolamenti parlamentari attuali sono stati varati nel 1971: già nel seminario che sul tema si tenne nei primi giorni dell’aprile 1971, per iniziativa della Facoltà di scienze politiche di Cagliari, Antonio Maccanico puntò il dito contro le forze politiche che avevano avuto "come obiettivo lo spostamento dell’indirizzo politico-legislativo dal Governo al Parlamento e che si erano opposti anche alle prospettive di delegificazione. In questo modo le spinte provenienti dal Paese sarebbero state meglio recepite dal Parlamento ma, aggiungeva: «Non so se il processo di sintesi politica, che è necessaria per guidare un paese, in questo modo è facilitato»".
I due regolamenti furono modificati rispettivamente nel 1997 (per quanto attiene alla Camera) e nel 1999 e 2017 (per quanto attiene al Senato).
Ulteriori modifiche sono state apportate nel 2022 per adeguare la disciplina interna agli effetti della revisione costituzionale confermata dall'elettorato con il referendum costituzionale in Italia del 2020.

## Descrizione
(Art.64, c.1 Costituzione Italiana)
La prima disposizione vuole garantire l'indipendenza di ciascun ramo del Parlamento nei confronti dell'altro e si spiega storicamente dalla necessità di sottrarre al re e al Senato (vale a dire alla seconda Camera, solitamente non elettiva) la possibilità di modificare le regole di funzionamento e di formazione delle leggi. La seconda vuole, da un lato, indicare (come negli altri casi in cui la Costituzione prevede una maggioranza qualificata) che si tratta di regole che è opportuno siano condivise da un numero di deputati o senatori più ampio di quello che è richiesto per le decisioni ordinarie, dall'altro che, in nessun caso, possano essere decise da una minoranza che si trovi ad essere maggioranza per le altrui assenze.
Nel rispetto di quanto direttamente disposto dalla Costituzione, organizzazione e funzionamento di ciascuna Camera sono oggetto di una vera e propria riserva di regolamento parlamentare (forza passiva peculiare), nel senso che si tratta di materie che non possono essere disciplinate da altra fonte di rango sub-costituzionale ma solamente da legge costituzionale e/o da regolamento parlamentare successivo.
Il regolamento parlamentare e le sue modifiche, sebbene votati dalle Assemblee come accade per le leggi, assumono forma propria diversa da quella della legge e non devono essere promulgate dal Presidente della Repubblica né quindi necessitano della controfirma ministeriale, a garanzia dell'indipendenza del Parlamento.
La possibilità di emanare regolamenti detti minori, conferita dal Regolamento parlamentare ad organi diversi dall'Assemblea, è riconosciuta dall'ordinamento italiano.

## Sindacabilità da parte della Corte Costituzionale

### Dei regolamenti in sé
Con la sentenza 154/1985, la Corte Costituzionale ha negato di poter giudicare la legittimità costituzionale dei regolamenti parlamentari, in quanto non rientrano nella categoria di "Leggi e atti con forza di legge", su cui la corte ai sensi dell'art.134 della Costituzione è chiamata a pronunciarsi. La corte costituzionale ha ritenuto quindi che la potestà regolamentare di cui le due camere sono dotate, garantisca un'indipendenza dei regolamenti parlamentari anche dalla corte costituzionale e dai suoi giudizi di legittimità.
Questo può essere considerato retaggio di un principio antico, secondo il quale, per tutelare nel modo più completo l'indipendenza del potere legislativo, ciò che accadeva all'interno delle camere era assoggettato al particolare regime degli Interna corporis, e non poteva dunque essere sindacato dall'esterno.
Inoltre, le norme costituzionali relative al procedimento di formazione delle leggi non potranno essere derogate dai regolamenti parlamentari, e le Camere non potranno opporre che si tratti di questioni interne all'organo (sent. 9/1959), Questo vuol dire che i regolamenti parlamentari sono liberi di disciplinare l'organizzazione e il funzionamento della camere, ma non possono derogare alle disposizioni costituzionali che dispongano previsioni in materia. In definitiva, la prevalenza gerarchica della costituzione sui regolamenti (che appartengono alla categoria delle fonti primarie) dovrà essere comunque garantita dalla Corte.
Questa ha recentemente rivendicato anche la potestà di salvaguardare la natura funzionale del riparto di competenza tra legge e regolamento parlamentare: la sentenza della Corte costituzionale n. 120 del 2014 sull'autodichìa comporta infatti che l'esorbitanza di un regolamento - che disciplinasse ambiti esterni alla regolamentazione della procedura legislativa o comunque politica - può essere all'origine di un conflitto di attribuzioni tra poteri dello Stato.

### Della loro cattiva applicazione
Sebbene abbia escluso in via generale la possibilità di sindacare la legittimità costituzionale dei regolamenti parlamentari, la Corte ha d'altra parte ammesso come la loro applicazione possa dare luogo a conflitto di attribuzioni tra i poteri dello Stato quando fossero utilizzati per impedire, per esempio, al parlamentare di esercitare la sua funzione di rappresentante della nazione: in particolare, a questi fini, anche il singolo parlamentare può essere considerato potere dello Stato.
Anche se i regolamenti delle assemblee elettive possano costituire oggetto di conflitto di attribuzioni tra Stato e Regioni (sent. 14/1965), l'impugnazione diretta di una legge per vizi in procedendo - da parte della regione che si assume lesa dalla procedura seguita in Parlamento - resta per lo più inibita. La strada della questione incidentale, per investire la Corte costituzionale, non è però preclusa, per eccepire questo tipo di violazione, purché rilevante e non manifestamente infondata.

## Prassi ed interpretazione
Il testo scritto delle norme regolamentari si arricchisce di una serie di letture offerte dalla prassi parlamentare, che spesso ne consolida alcune interpretazioni tra le molte astrattamente possibili; in caso di alcune delicate decisioni, come quella di procedere o meno a voto segreto, la dottrina si è divisa.